# Złodziejaszki
Złodziejaszki (jap. 万引き家族 Manbiki kazoku) – japoński film dramatyczny z 2018 roku w reżyserii Hirokazu Koreedy, z Lily Franky i Sakurą Andō w rolach głównych.
Film miał swoją premierę 13 maja 2018 w konkursie głównym na 71. MFF w Cannes, gdzie otrzymał nagrodę główną festiwalu Złotą Palmę. Przyznano mu też Nagrodę Japońskiej Akademii Filmowej oraz nominację do Oscara dla najlepszego filmu nieanglojęzycznego. Obraz wszedł na ekrany polskie 22 marca 2019.

## Fabuła
Historia ubogiej japońskiej rodziny z Tokio, która przygarnia znalezioną na ulicy dziewczynkę.

## Obsada
W filmie wystąpili m.in.:
- Lily Franky jako Osamu Shibata
- Sakura Andō jako Nobuyo Shibata
- Kirin Kiki jako Hatsue Shibata
- Mayu Matsuoka jako Aki Shibata
- Jyo Kairi jako Shōta Shibata
- Miyu Sasaki jako Juri / Yuri / Rin
- Chizuru Ikewaki jako Miyabe Kie
- Sōsuke Ikematsu jako 4 ban-san
- Kengo Kōra jako Takumi Maezono